# Moa Tahi
Moa Tahi (* 8. Dezember 1932 in Hilo; † 8. März 2023 in Honolulu) war eine US-amerikanische Schauspielerin der 1960er Jahre.

## Leben
Tahi debütierte 1962 in den Filmen 2 samurai per 100 geishe und Totò di notte n. 1 als Filmschauspielerin. Aufgrund ihres Aussehens verkörperte sie anfänglich asiatische oder auch orientalische Rollen, zum Beispiel in 2 samurai per 100 geishe oder in Cleopazza von 1964 sowie in Il morbidone von 1965. Im selben Jahr verkörperte sie die Rolle der Kinojo in Scarletto – Schloß des Blutes. Für die deutschsprachige Filmfassung leiht ihr Rose-Marie Kirstein ihre Stimme. 1966 stellte sie in Raumschiff Alpha, Tödliche Nebel und Missione apocalisse jeweils die Rolle einer Außerirdischen dar. Im selben Jahr war sie in Der Spion, der aus dem Speiseeis kam in der Rolle der Assistentin von Dr. Goldfoot, gespielt von Vincent Price, zu sehen und stellte die größere Rolle der Colonel Iman im Film Borman dar. Außerdem wirkte sie 1966 in Die Black-Box-Affäre in der Rolle der Ambra mit. Ihre letzte Filmrolle hatte sie 1967 als polynesische Agentin in der Agentenfilmsatire Le 7 cinesi d'oro inne.

## Filmografie
- 1962: 2 samurai per 100 geishe
- 1962: Totò di notte n. 1
- 1963: Gli imbroglioni
- 1963: Die Arche Noah (Giacobbe, l’uomo che lottò con Dio)
- 1964: Cleopazza
- 1964: La guerra dei topless (Donne e diavoli)
- 1965: Il morbidone
- 1965: Scarletto – Schloß des Blutes (Il boia scarlatto)
- 1965: Agente X 1-7 operazione Oceano
- 1966: Raumschiff Alpha (I criminali della galassia)
- 1966: Tödliche Nebel (I diafanoidi vengono da Marte)
- 1966: Der Spion, der aus dem Speiseeis kam (Le spie vengono dal semifreddo)
- 1966: Borman
- 1966: Missione apocalisse
- 1966: Die Black-Box-Affäre (Il mondo trema)
- 1967: Le 7 cinesi d'oro